# Absonemobius guyanensis
Absonemobius guyanensis är en insektsart som beskrevs av Desutter-grandcolas 1993. Absonemobius guyanensis ingår i släktet Absonemobius och familjen syrsor. Inga underarter finns listade i Catalogue of Life.